# Scottish League One 2020-2021
La Scottish League One 2020-2021 è stata la 46ª edizione di quella che era la Scottish Second Division e l'ottava sotto la nuova denominazione. La stagione è iniziata più tardi del solito, il 17 ottobre, disputandosi in un periodo ridotto di 22 partite a causa della pandemia di coronavirus. L'11 gennaio 2021 il campionato è stato sospeso per tre settimane a causa della pandemia COVID-19. Il 29 gennaio 2021 la sospensione è stata prorogata almeno fino al 14 febbraio. Nel marzo 2021, il governo scozzese ha dato il permesso alla ripresa del campionato. Il 4 marzo, i club della Lega Uno e Due hanno proposto di abbreviare la stagione a 22 partite, con ciascuna squadra che affrontava due volte tutte le altre squadre, seguita da una divisione nella classifica per determinare le ultime quattro partite. I club hanno suggerito una data di ripartenza il 20 marzo, che è stata approvata dalla SPFL.

## Squadre partecipanti
| Squadra         | Città       | Stadio                     | Capienza | Posizione 2019-2020                          |
| --------------- | ----------- | -------------------------- | -------- | -------------------------------------------- |
| Airdrieonians   | Airdrie     | Excelsior Stadium          | 10,170   | 3º posto                                     |
| Clyde           | Cumbernauld | Broadwood Stadium          | 8086     | 7º posto                                     |
| Cove Rangers    | Altens      | Balmoral Stadium           | 3,023    | 1º posto in Scottish League Two 2019-2020    |
| Dumbarton       | Dumbarton   | Dumbarton Football Stadium | 2,020    | 6º posto                                     |
| East Fife       | Methil      | Bayview Stadium            | 1,980    | 5º posto                                     |
| Falkirk         | Falkirk     | Falkirk Stadium            | 8,000    | 2º posto                                     |
| Forfar Athletic | Forfar      | Station Park               | 6,777    | 9º posto                                     |
| Montrose        | Montrose    | Links Park                 | 4,936    | 4º posto                                     |
| Partick Thistle | Glasgow     | Firhill Stadium            | 10,102   | 10º posto in Scottish Championship 2019-2020 |
| Peterhead       | Peterhead   | Balmoor Stadium            | 4,000    | 8º posto                                     |

## Classifica finale
|  | Pos. | Squadra         | Pt | G  | V  | N | P  | GF | GS | DR  |
|  | ---- | --------------- | -- | -- | -- | - | -- | -- | -- | --- |
|  | 1.   | Partick Thistle | 40 | 22 | 11 | 7 | 4  | 40 | 18 | +22 |
|  | 2.   | Airdrieonians   | 38 | 22 | 12 | 2 | 8  | 35 | 24 | +11 |
|  | 3.   | Cove Rangers    | 36 | 22 | 10 | 6 | 6  | 28 | 18 | +10 |
|  | 4.   | Montrose        | 33 | 22 | 9  | 6 | 7  | 33 | 33 | 0   |
|  | 5.   | Falkirk         | 32 | 22 | 9  | 5 | 8  | 29 | 26 | +3  |
|  | 6.   | East Fife       | 33 | 22 | 10 | 3 | 9  | 30 | 33 | -3  |
|  | 7.   | Peterhead       | 29 | 22 | 9  | 2 | 11 | 24 | 27 | −3  |
|  | 8.   | Clyde           | 26 | 22 | 8  | 2 | 12 | 27 | 38 | −11 |
|  | 9.   | Dumbarton       | 25 | 22 | 7  | 4 | 11 | 14 | 24 | −10 |
|  | 10.  | Forfar Athletic | 17 | 22 | 4  | 5 | 13 | 18 | 37 | −19 |

Legenda:

      Campione di League One e promossa in Championship
      Ammesse ai play-off per la Championship
      Ammesse ai play-out per la League Two
      Retrocessa in League Two
Note:

Tre punti a vittoria, uno a pareggio, zero a sconfitta.

## Post season

### Play-off promozione
Ai play-off partecipano la 2ª, 3ª e 4ª classificata della League One (Airdrieonians, Cove Rangers, Montrose) e la 9ª classificata della Championship 2020-2021 (Greenock Morton).

#### Semifinali
| Squadra 1    | Totale | Squadra 2       | Andata | Ritorno     |
| ------------ | ------ | --------------- | ------ | ----------- |
| Montrose     | 3 – 4  | Greenock Morton | 2 – 1  | 1 – 3 (dts) |
| Cove Rangers | 3 – 4  | Airdrieonians   | 1 – 1  | 2 – 3 (dts) |

#### Finale
| Squadra 1     | Totale | Squadra 2       | Andata | Ritorno |
| ------------- | ------ | --------------- | ------ | ------- |
| Airdrieonians | 0 – 4  | Greenock Morton | 0 – 1  | 0 – 4   |

### Play-out
Ai play-out partecipano la 2ª, 3ª e 4ª classificata della League Two 2020-2021 (Edinburgh City, Elgin City, Stranraer) e la 9ª classificata della League One 2020-2021 (Dumbarton).

#### Semifinali
| Squadra 1  | Totale | Squadra 2 | Andata | Ritorno |
| ---------- | ------ | --------- | ------ | ------- |
| Stranraer  | 0 – 1  | Dumbarton | 0 – 0  | 0 – 1   |
| Elgin City | 2 – 3  | Edinburgh | 0 – 1  | 2 – 2   |

#### Finale
| Squadra 1 | Totale | Squadra 2 | Andata | Ritorno |
| --------- | ------ | --------- | ------ | ------- |
| Edinburgh | 2 – 3  | Dumbarton | 1 – 3  | 1 – 0   |

## Verdetti
- Partick Thistle: Vincitore della Scottish League One, promosso in Scottish Championship 2021-2022.
- Dumbarton: Vincitore dei play-out, rimanente in Scottish League One 2021-2022.
- Forfar Athletic: Ultimo della Scottish League One, retrocesso in Scottish League Two 2021-2022.